# Midland (Michigan)
Midland je správní město stejnojmenného okresu ve státě Michigan ve Spojených státech amerických. Nachází se severozápadně od Detroitu, na řekách Chippewa a Tittabawa. Žije zde přibližně 43 tisíc obyvatel. Sousedními městy jsou Bay City a Saginaw, s nimiž vytváří trojměstí (Tri-City) Saginaw-Midland-Bay City.

## Historie

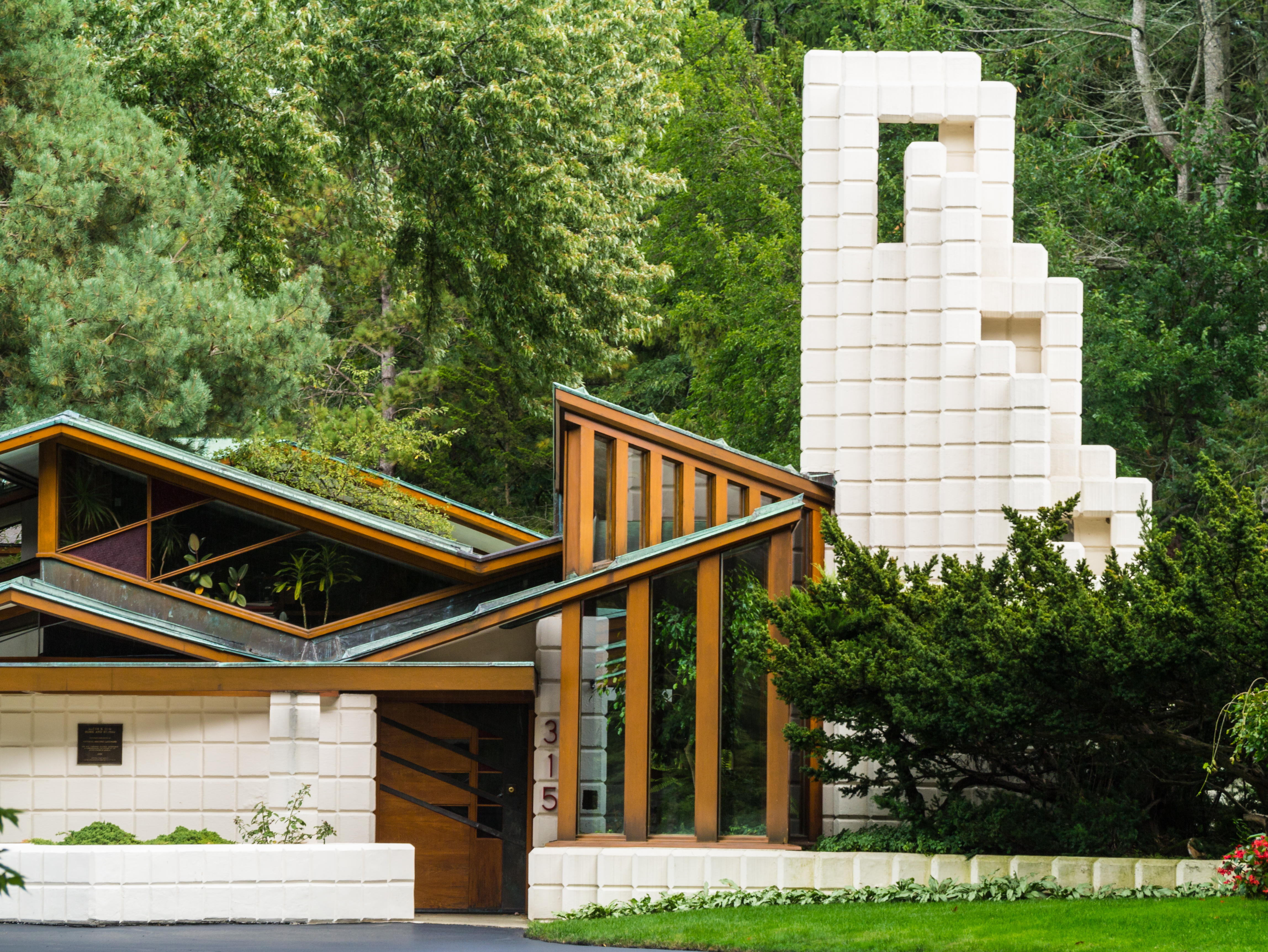
Frank Lloyd Wright: Dům a studio Aldena B. Dowa

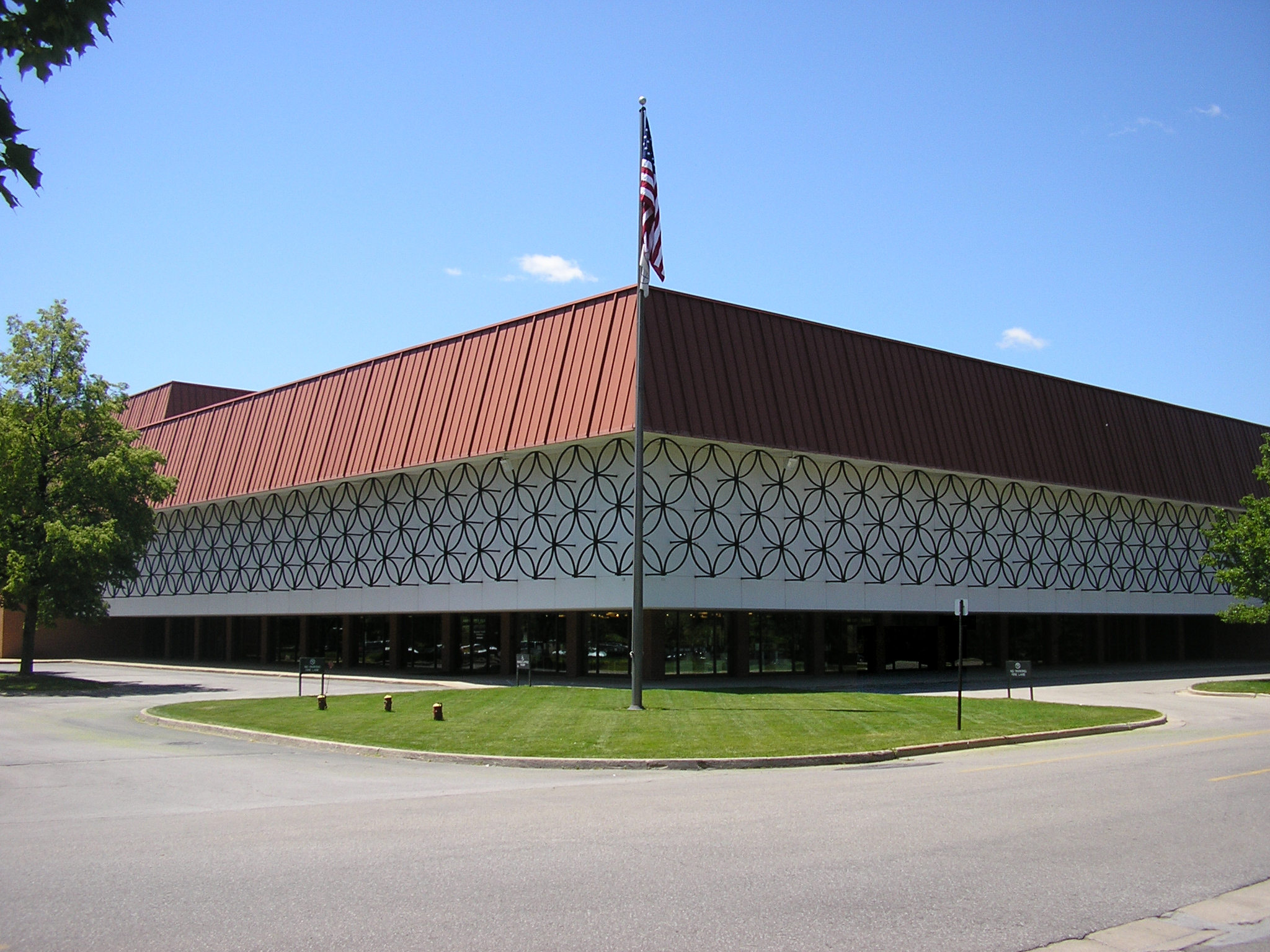
Midland-Center-For-The-Arts

Jde o geologicky a prehistoricky významnou oblast, s bohatstvím nálezů fosilií. Od pozdního středověku byla jen řídce osídlena Indiány. První američtí kolonisté zde ve 20. letech 19. století založili společnost lovců a zpracovatelů kožešin. Město bylo založeno roku 1887. Ve znaku má zkumavku a křivuli, symboly chemického Dowova koncernu (Dow Chemical Company), který byl založen roku 1897. Pro podnikatele, milionáře Aldena B.Dowa, architekt Frank Lloyd Wright roku 1934 navrhl rodinný dům a pracovnu v přírodě, jež dosud obývá Dowova rodina.
19. května 2020 se protrhly dvě přehrady (Sanford Dam a Edenville Dam) a záplavy si vyžádaly evakuaci více než 10 000 obyvatel.

## Kultura a sport
- Kulturním a vzdělávacím centrem města je Midlandské centrum pro umění. Tato multifunkční hala je sídlem zdejší filharmonie, divadla, archeologického muzea s ústředním exponátem z části kostry dinosaura a školních exkurzí.
- Od roku 1994 se zde každoročně v listopadu pořádá mezinárodní ženský tenisový turnaj WTA 125 Dow Cup Open.

## Rodáci
- James Aloysius Hickey (1920–2004) – washingtonský arcibiskup
- Robert Jarvik (* 1946) – americký technik, vynálezce umělého srdce